# Arne Karlsen
Arne Karlsen (13. oktober 1939 i Holstebro – 16. juli 1960 i Kastrup Lufthavn) var en dansk fodboldspiller fra KB.
Den da 20-årige Arne Karlsen var en af de otte, som omkom i flyulykken på vej til en OL-forberedelseskamp i Herning.
De andre var Per Funch Jensen, Kurt Krahmer, (begge KB), Erik Pondal Jensen (AB), Ib Eskildsen, Søren Andersen (begge Frem), Børge Bastholm Larsen (Køge) og Erling Spalk Ikast FS.
Arne Karlsen var maskinlærling og værnepligtig da ulykken skete.
Han er begravet på Brønshøj Kirkegård, men gravstedet er siden blevet nedlagt.

## Landskampe
- 2. december 1959 mod Grækenland 3-1
- 6. december 1959 Bulgarien 1-2
- 26. maj 1960 mod Norge 3-0 (indstiftet i 83. min)

samt 3 U-21 landskampe.